# 2014년 북인도양 사이클론
2014년 북인도양 사이클론은 2014년 북인도양에서 활동 중이거나 활동한 사이클론들을 기록한 문서이다. 1월 5일 벵골만 사이클론 미히나의 발생을 시작으로, 한 해 동안 총 8개의 열대 저기압이 발생하였다.

## 활동한 사이클론

### 벵골 만 (BOB)

#### 제1호 사이클론 미히나
열대 수렴대가 활성화되어 있던 1월 2일 오전 3시, 벵골 만 남서부에 저기압이 발생하였다. 점차 하층 상대 와도(소용돌이도)와 상층 발산이 증가하면서 1월 3일 오전 3시에 발달한 일반 저기압(well-marked low)으로 발달하였고, 1월 4일 오전 3시 인도 나가파티남 남서쪽 약 470 km, 스리랑카 트린코말리 (Trincomalee) 동쪽 약 250 km 부근 해상에서 제1호 저기압으로 지정되었다. 지정 당시 최대 풍속은 북쪽 반원에서 기록되었다.이후 사이클론 미히나로 발달함. 1월 6일까지 표층 수온과 해양 열용량, 윈드 시어, 하층 수렴 및 상층 발산 등이 발달에 용이했으나 크게 발달하지 못했고, 오히려 스리랑카에 접근하면서 상대적으로 수온이 낮아져 오전 5~6시 사이에 상륙한 후 점차 약화되어 1월 7일 오전 3시 일반 저기압으로 약화되었다.
벵골 만 제1호 저기압은 2005년 제1호 사이클론 히바루(Hibaru) 이후 최초의 1월 열대 저기압이었고, 관측 사상 처음으로 1월에 스리랑카에 상륙한 열대 저기압이었다.

#### 제2호 저기압
5월 19일 오전 3시 벵골 만 중동부 해상에서 저기압이 발생하였다. 북서진하던 이 저기압은 하층 상대 와도와 상층 발산이 증가하면서 5월 20일 발달하였고, 5월 21일 오전 3시 인도 포트블레어 북북동쪽 약 490 km 부근 해상에서 제2호 저기압으로 지정되었다. 표층 수온은 30도 이상으로 매우 높은 편이었으나, 윈드 시어 역시 강해 그 이후로 크게 발달하지 못했다. 제2호 저기압은 어느 한 쪽 방향으로 지속적으로 이동하지 않았다. 5월 22일 낮까지는 북동진했으나, 그 이후 갑자기 방향을 남서쪽으로 튼 것을 통해 이를 알 수 있다. 한편 22일 오후부터 수직 윈드 시어가 더욱 강해지면서 5월 23일 오전 3시 발달한 일반 저기압으로 약화되었다. 이 저기압은 이후 인도를 통과하면서 5월 28일 일반 저기압으로 약화되었고, 5월 30일 완전히 소멸하였다.

#### 제3호 극도로 강한 사이클론 후드후드
제3호 매우 강한 사이클론 후드후드 (Extremely Severe Cyclonic Storm Hudhud)는 10월 6일 오전에 발생한 한 저기압으로부터 발생하였다. 10월 7일 오전 제3호 저기압으로 지정되었고 그 다음날 이 저기압은 사이클론 후드후드로 발달하였다. 10월 8일 오전 3~4시경 사이클론 후드후드는 인도 안다만 제도 롱아일랜드 (Long Island)에 상륙한 후 다시 벵골 만 남동부에 진입하여 서북서진하였다. 10월 9일 오전 3시 후드후드는 강한 사이클론으로 발달하였고, 10월 10일 오전 9시 매우 강한 사이클론으로 발달하였다. 후드후드는 10월 12일 자정 풍속 100 노트, 최저 기압 950 헥토파스칼로 최성기를 맞이하였다. 10월 12일 오전 7시경 매우 강한 사이클론 후드후드는 약화되지 않은 채 인도 안드라프라데시 주 북부에 위치한 비샤카파트남에 상륙하였고, 상륙 직후 급격히 약화하여 10월 13일 자정에 발달한 저기압으로, 같은 날 정오에 저기압으로 약화되었다. 후드후드는 계속 북서진하다가 10월 14일 오후 일반 저기압으로 약화되어 소멸하였다.
사이클론 후드후드는 1985년 이후 처음으로 10월에 비샤카파트남에 상륙한 사이클론으로 기록되었다. 한편 후드후드는 4등급 허리케인과 맞먹는 세력으로 상륙하여 인도에 많은 피해를 끼쳤으며, 특히 46명 사망, 43명 부상 등 89명의 사상자가 발생하였다.

#### 제 4호 사이클론 후리주니
11월 3일 벵골 만에서 저기압이 발생하였다. 이 저기압은 점차 발달하여 11월 5일 오전 9시 제4호 저기압으로 지정되었다. 발생 당시 상층 기압마루의 남서쪽에 위치하여 저기압이 북진하게 되었다. 주변 환경이 사이클론 발달에 적합하여 11월 6일에 발달한 저기압으로 등급이 격상되었으나, 이후 높은 윈드 시어가 위치한 곳에 진입하여 약화되기 시작했다. 또 두 고기압 사이에 갇히게 되어 제4호 발달한 저기압이 루프를 돌았다. 루프를 도는 동안 수온이 낮아지고, 오래 머물면서 용승이 발생하여 11월 7일 오전 3시에 저기압으로 약화되었다. 이후 제4호 저기압은 기압마루의 남쪽에 위치하게 되어 서진하였고, 결국 11월 8일 오전 3시에 소멸하였다.

### 아라비아 해 (ARB)

#### 제1호 사이클론 나나우크
6월 9일 아라비아 해 중동부에 저기압이 발생하였다. 이 저기압은 점차 발달하면서 6월 10일 오전 9시에 제1호 저기압으로 지정되었다. 주변 환경이 발달에 용이하여 서북서진하던 제1호 저기압은 '발달한 저기압'으로 발달하였고 6월 11일 오전 0시에 제1호 사이클론 나나우크(Nanauk)로 발달하였다. 계속 서북서진하다가 6월 13일 오전 북서쪽으로, 그리고 북쪽으로 방향을 틀었다. 같은 날 오후 강한 윈드 시어로 인해 급격히 약화되어 6시간 만에 저기압으로 약화되었다. 6월 14일 오전에는 결국 발달한 일반 저기압으로 약화되었다.

### 육상 저기압 (LAND)

#### 제2호 육상 저기압
8월 3일 정오에 인도의 서벵골 주와 오디샤 주 연안에 저기압이 발생하여 그 직후 상륙하였다. 6시간 후 발달한 저기압으로 발달하여 서북서진하였다. 이 방향으로 계속 이동하다가 8월 5일 오전 9시 인도 마디아프라데시 주 우마리아 (Umaria) 동쪽 약 150 km 부근 육상에서 저기압으로 약화되었다. 계속 서북서진하다가, 8월 7일 오전에 마디아프라데시 주 북서부에서 소멸하였다.
며칠 동안 육상에서 활동한 이 열대 저기압은 인도에 많은 비를 내려, 오디샤 주에서 47명의 사상자가 발생하였다.
한편 이 저기압은 발생 당시 육상 저기압으로 지정되었었으나, 사후 분석 결과 육지와 매우 가깝긴 하지만 벵골 만에서 발생한 것으로 드러났다.

## 사이클론 이름
| - 제1호 나나우크 - 제2호 후드후드 | - 제3호 닐로파르 |

## 같이 보기
- 2013~2014년 남서인도양 사이클론
- 2013~2014년 오스트레일리아 근해 사이클론
- 2014년 태풍